# Condado de Forty Mile n.º 8
El condado de Forty Mile n.º 8 es un distrito municipal canadiense situado en la provincia de Alberta.

## Superficie
Forty Mile n.º 8 tiene una superficie de 7163,61 km².

## Demografía
En 2021, tenía 3471 habitantes, una densidad poblacional de 0,5 hab./km², y 994 viviendas.